# 小名木川站

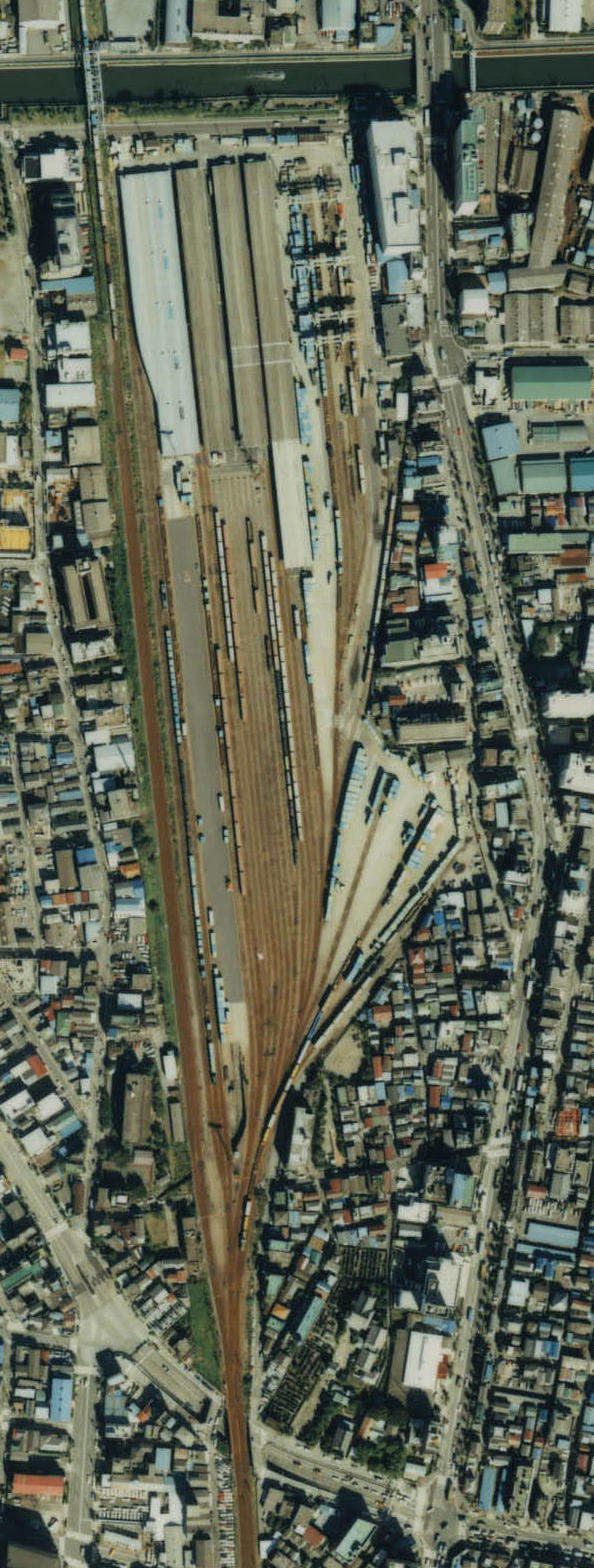
小名木川站 (1989年)

35°41′2.8″N 139°49′34.6″E / 35.684111°N 139.826278°E小名木川站是曾經存在於日本東京都江東區、屬於日本貨物鐵道越中島支線的貨運車站 (廢站)。於2000年12月2日停止使用。